# La Route du sel
Pour les articles homonymes, voir Route du sel.
Pour plus de détails, voir Fiche technique et Distribution.
La Route du sel est un film documentaire germano-suisse réalisé par Ulrike Koch et sorti en 1997. Il a pour sujet le commerce du sel qui, des générations durant, était récolté par des nomades dans le Changtang et transporté par des caravanes dans le sud du Tibet et au Népal où il était échangé contre des céréales.

## Réalisation
Ulrike Koch, une sinologue et réalisatrice suisse, a mis plus de deux ans à réaliser ce film. Elle évoque des difficultés administratives lors du tournage en Chine. Elle a longuement travaillé à la traduction en français des dialogues en tibétain. 
Deux ans après le tournage, elle est retournée voir les nomades du sel qu'elle avait filmés. Ils ne sont pas retournés au lac salé depuis. Elle a recherché des financements pour les aider à poursuivre leur caravane annuelle.

## Synopsis
Le film commence avec l'épopée du roi Gesar chantée par Yumen, une célèbre bardesse tibétaine née en 1957 dans le Kham. 
Quatre nomades du sel du nord du Tibet préparent une caravane de yaks pour aller chercher du sel, celui-ci étant leur principal moyen d'échange pour de l'orge, des aliments de base et du thé. Chaque année, ils partent sans leur famille depuis leur village des versants du nord de l’Himalaya pour un voyage de plus d'un mois à travers le plateau tibétain jusqu'au lac Tsen-tso, appelé aussi le « cœur de Karmapa », à quatre mille mètres d’altitude. 
L’accès au lac est interdit aux femmes. Seuls des hommes, initiés, peuvent ravir aux dieux le sel doté de ses pouvoirs bénéfiques. Après des jours de marche dans les steppes, ils atteignent le « Rocher aux Chèvres », un géosymbole délimitant l’entrée d’un territoire sacré où est situé le lac. Une langue connue des seuls initiés est utilisée. Les hommes y rendent hommage aux dieux. Chacun doit n'avoir ni pensée, ni parole, ni acte pouvant nuire aux autres, à soi-même et aux animaux, et a contrario avoir des comportements bénéfiques. Arrivés au lac, le jour précédant leur travail (qui ne doit pas durer plus d'une semaine par respect des dieux) les hommes accomplissent un cérémonial de bienvenue. Ils amoncellent d'abord le sel en petits tas alignés. Séché, il est rassemblé puis mis dans des sacs qui seront chargés sur les yaks. À la fin du travail, des tormas représentant des yaks sont modelées en tsampa et offertes aux dieux en échange du sel{.

## Accueil
La journaliste Marine Landrot, de Télérama, évoque l'extinction programmée de cette tradition tibétaine, les Chinois envoyant des camions sur le lac salé. Pour Stephen Holden, du New York Times, les caravaniers se trouvent en concurrence avec des entreprises modernes qui viennent chercher le sel avec des camions.

## Fiche technique
- Montage : Magdolna Rokob
- Musique : Frank Wulff, Stefan Wulff, Yumen
- Société de distribution : Contact Film
- Langue : tibétain

## Distribution
| Acteur | Personnage           | Commentaires |
| ------ | -------------------- | ------------ |
| Margen | Mère âgée            |              |
| Pargen | Père âgé             |              |
| Zopon  | Seigneur des animaux |              |
| Bopsa  | Novice               |              |

## Récompenses et nominations
La Route du sel a reçu la palme du meilleur film à un certain nombre de festivals cinématographiques d'importance moyenne mais jouissant d'une bonne estime.
| Année | Prix                                      | Catégorie                                   | Résultat    |       |
| ----- | ----------------------------------------- | ------------------------------------------- | ----------- | ----- |
| 1997  | Festival international du film de Pusan   | Prix Sonje                                  | Ulrike Koch | gagné |
| 1997  | Festival du film de Taormine              | Prix du Public et du Meilleur Film Etranger | Film        | gagné |
| 1997  | Cineprix Swisscom Swiss audiences         | Meilleur documentaire                       |             | gagné |
| 1998  | Dix-septième Bilan du Film Ethnographique | Prix Nanook (Grand Prix)                    |             | gagné |
| 1998  | Festival du film de San Francisco         | Golden Spire                                | Ulrike Koch | gagné |